# Afton (Wyoming)
Afton è un centro abitato (town) degli Stati Uniti d'America, situato nella Contea di Lincoln nello Stato del Wyoming. Nel censimento del 2000 la popolazione era di 1 818 abitanti.
È il paese natale di Rulon Gardner, campione mondiale dei pesi massimi di lotta greco-romana.

## Geografia fisica
Secondo i rilevamenti dell'United States Census Bureau, la località di Afton si estende su una superficie di 8,9 km², tutti occupati da terre.

## Popolazione
Secondo il censimento del 2000, ad Afton vivevano 1 818 persone, ed erano presenti 475 gruppi familiari. La densità di popolazione era di 204,9 ab./km². Nel territorio comunale si trovavano 769 unità edificate. Per quanto riguarda la composizione etnica degli abitanti, il 97,19% era bianco, lo 0,06% era afroamericano, lo 0,39% era nativo, lo 0,06% proveniva dall'Asia, lo 0,94% apparteneva ad altre razze e l'1,38% a due o più. La popolazione di ogni razza ispanica corrispondeva al 2,81% degli abitanti.
Per quanto riguarda la suddivisione della popolazione in fasce d'età, il 32,3% era al di sotto dei 18, il 9,7% fra i 18 e i 24, il 23,6% fra i 25 e i 44, il 20,5% fra i 45 e i 64, mentre infine il 13,9% era al di sopra dei 65 anni di età. L'età media della popolazione era di 33 anni. Per ogni 100 donne residenti vivevano 90,4 uomini.